# Estaleiro Enseada do Paraguaçu
O Estaleiro Enseada do Paraguaçu (EEP) é um estaleiro que está sendo construído na cidade brasileira de Maragogipe, no Recôncavo baiano, pela Enseada Indústria Naval (Enseada). Orçado em 2,6 bilhões de reais, esse empreendimento é um dos maiores da iniciativa privada na Bahia e na indústria naval brasileira. O estaleiro entrou em fase de operação em fevereiro de 2014 com a conclusão do Cais I, tendo a possibilidade de receber navios, porém, a conclusão total das obras estava prevista para março de 2015. Quando pronto, estimou-se gerar 15 mil empregos diretos e indiretos.
Corresponde à Unidade Paraguaçu, uma das unidades de negócio da empresa Enseada Indústria Naval, controlada pela Kawasaki Heavy Industries com 30 por cento e o restante com a EEP Participações, da qual integram a Odebrecht (atual Novonor) com 50 por cento, a OAS com 25 por cento e a UTC com 25 por cento.
Parte da área portuária do estaleiro foi oferecida pela Enseada para o escoamento e recebimento da produção industrial dos componentes dos aerogeradores, cujas diversas fábricas estão instaladas em território baiano e cuja produção registrou crescimento progressivo desde 2011.

## Localização
O estaleiro localiza-se na foz do rio Paraguaçu, na Baía de Todos-os-Santos, local onde começou a produção de navios no Brasil. Nas proximidades ainda há o Estaleiro São Roque do Paraguaçu, que foi reativado em 2010, uma comunidade quilombola e a Área de Preservação Ambiental Baía de Todos-os-Santos. Como suporte ao EEP, projetou-se instalar o Polo 2 de Julho, um distrito industrial articulado ao estaleiro, incluindo rodovia, ferrovia e o Porto de São Roque do Paraguaçu. O Polo 2 de Julho compõe o esforço de revitalização da indústria naval na Baía de Todos os Santos ao passo que atende às atividades ligadas à indústria de óleo e gás do pré-sal e do pós-sal.
O EEP junto ao Estaleiro da Bahia (EBASA) e ao Estaleiro São Roque do Paraguaçu formam o Polo da Indústria Naval da Bahia, que abrange os municípios de Maragogipe e Saubara. Chegou a ser anunciados investimentos da TWB Bahia, a qual, à época, operava o sistema de ferry-boats entre Salvador e a Ilha de Itaparica.